# San Vicente del Caguán
San Vicente del Caguán es un municipio colombiano, que está localizado en el departamento del Caquetá, a 151 km al nororiente de Florencia, la capital departamental. Está bañado por los ríos Caguán y Yarí. Es la segunda ciudad más importante del departamento tanto por su población, como por su actividad económica. Esta última se encuentra orientada principalmente a la ganadería, producción acuícola y frutas exóticas como el arazá, cocona, copoazú y maraco.

## División Política-Administrativa
La Cabecera municipal se encuentra dividido en 39 barrios. Véase: barrios de San Vicente del Caguán.
San Vicente del Caguán tiene bajo su jurisdicción los centros poblados:
- Balsillas
- Campo Hermoso
- Ciudad Yarí
- Gibraltar
- Guacamayas
- Guayabal
- La Campana
- La Tunia
- Los Andes
- Los Pozos
- Puerto Amor
- Puerto Betania
- Santa Rosa
- Tres Esquinas
- Troncales
- Villa Carmona
- Villalobos

### Veredas
Además, el municipio tiene constituido 287 veredas aprox.

## Historia

### Primeros pobladores y fundación
Los primeros pobladores del territorio que ocupa el municipio de San Vicente del Caguán fueron indígenas pertenecientes a las etnias huitoto, koreguaje y tama, quienes sobrevivieron hasta principios del siglo XX en gran parte del actual departamento de Caquetá.
El área que hoy ocupa San Vicente del Caguán empezó a ser frecuentada entre 1880 y 1895 por personas que provenían del interior del país, atraídos por la explotación de la quina.  El poblado fue fundado el 27 de septiembre de 1897 por Juan Vicente Quesada, José María Camargo Gabriel Perdomo, Nepomuceno Perdomo y el fraile capuchino Marcelo, en uno de los campamentos sobre la ribera del río Caguán donde se establecieron los caucheros que buscaban transportar su producción entre Puerto Rico (Caquetá) y San Juanito, hoy Algeciras (Huila). Este lugar sirvió como refugio de los caucheros que transitaban desde Puerto Rico, y de las agrupaciones de siringueros, personas dedicadas a la extracción de la quina, que cargaban víveres y suministros para poder subsistir durante las jornadas de trabajo.
En 1900, los principales jefes del mercado crearon los trazos para formar las primeras calles del caserío. Su nombre se le dio en honor a Juan Vicente Quesada, quien estableció el sitio para el pueblo y realizó el trazo del mismo. La primera casa fabricada que dio paso al casco urbano fue la de José María Camargo, cuyas paredes eran de guadua y su techo de palmicha con molienda y lechería. Actualmente la vivienda corresponde a la dirección carrera 7 n.º 1A-08 del barrio Puerto Redondo, frente a la entrada del puente antiguo que del centro conduce al barrio José Camargo.
En agosto de 1905 fue creado el corregimiento del Caguán dentro de la Intendencia del Alto Caquetá y tuvo como capital a San Vicente. Sin embargo, la consolidación de San Vicente de Caguán como poblado se vivió con la fundación de la «Sociedad Colonizadora del Caguán», creada en 1912 en Neiva por un ciento de socios. Su principal objetivo era el de buscar la explotación de la ganadería en este territorio, para lo cual ofrecieron a los caucheros retirados o fracasados ganado del Huila a cambio de la preparación y limpieza de los potreros, sembrando pastos de óptima calidad. En 1917 llegó a San Vicente del Caguán la Compañía Shell de Petróleos, quien exploró y encontró yacimientos de petróleo crudo en lo que hoy en día es el centro poblado Los Pozos.

### Elección en municipio
San Vicente del Caguán fue elevado a la categoría de municipio mediante Decreto n.º 963 del 14 de marzo de 1950, que fijó las condiciones sobre su organización administrativa y territorial. En 1954 se inauguró la primera iglesia, construida por Monseñor Antonio María Torasso, Obispo de Florencia de ese momento. Luego en la década de los años 1960 se llevó a cabo el plan de colonización más importante y de mejores resultados, cuando varios institutos nacionales y extranjeros iniciaron programas ganaderos en el Caquetá.
Debido a la situación de orden público y ante la necesidad de crecimiento del Ejército Nacional, el Gobierno dispuso por Resolución n.º 1205 del 25 de marzo de 1979 la reactivación del Batallón n.º 36 «Cazadores», orgánico de la BR-9 y con puesto de mando en San Vicente del Caguán. Como consecuencia, se inició la construcción de las instalaciones del regimiento militar. En el año de 1984, el Batallón Cazadores pasa a ser órgano de la XII Brigada con sede en la ciudad de Florencia (Caquetá).

### Sucesos recientes
A partir de los años 80, empezó un nuevo proceso de colonización de la región de El Pato - Guayabero - Caño Perdido - Caño Gringo, debido al agotamiento de tierras. Los campesinos de la región se internaron en un proceso de ampliación de la frontera de colonización y se construyeron los centros poblados:  La Tunia y San Francisco de la Sombra.
Durante el Proceso de paz entre los años de 1998 y 2002, San Vicente del Caguán fue el centro de la zona de distensión. Dos días después de finalizada la concesión otorgada a las FARC por parte del presidente Andrés Pastrana, en la zona rural fue secuestrada la política Íngrid Betancourt.

## Símbolos
Los símbolos de San Vicente del Caguán son su bandera, himno y escudo. Fueron oficializados mediante el Acuerdo n.º 037 del 16 de septiembre de 1997.

### Bandera
La bandera de San Vicente del Caguán está compuesta por un triángulo amarillo en su margen izquierda, que simboliza la riqueza de su actividad económica, y por tres franjas horizontales de igual tamaño: verde, que representa las grandes extensiones de sabanas y la riqueza forestal del municipio; blanco, emblema de paz y armonía; y azul, símbolo del recurso hídrico de la región y del cielo azul que la cubre. El ciudadano Édgar Torres fue su creador, al resultar ganador del concurso para la creación de la bandera del municipio.

### Escudo
El escudo de San Vicente del Caguán es de forma polaca (piel de toro), cortado (horizontalmente por la mitad) y semipartido en la parte inferior (diagonalmente en tres partes iguales desde el centro), mostrando cuatro campos. El superior consta de un círculo en su centro, que representa el sol y dentro del mismo, se encuentran los símbolos del cielo, montañas, río, palmera, sabana y ganadería, representación los llanos del Yarí. En los campos inferiores se encuentran un tronco con un hacha como símbolo de colonización en el diagonal izquierdo, un pergamino y una pluma como símbolo de literatura y poesía en el diagonal central y un pájaro como manifestación de la fauna en el diagonal derecho. El escudo está adornado en su parte superior por una torre como símbolo de la presencia misionera, y reposa sobre el tricolor Nacional, el cual significa que hace parte de Colombia.

## Geografía

### Localización
San Vicente del Caguán está ubicado al norte del departamento del Caquetá. Cuenta con un área aproximada de 28 300 km², de los cuales 10 703 km² se encuentran en zona de litigio con los departamentos del Meta y Guaviare. Cerca del 25% de su territorio está conformado por la Reserva Forestal de la Amazonia. En el extremo norte del municipio existe parte del parque nacional natural Cordillera de los Picachos, el cual limita con la reserva campesina, y en el área limítrofe con el departamento del Meta se localiza parte de un globo de terreno reservado por la Agencia Nacional de Hidrocarburos para la exploración y explotación de estos recursos.

### Límites
San Vicente del Caguán está delimitado por el norte con Huila, Meta y Guaviare y el resto con los municipios de su propio departamento: 
| Noroeste: Baraya, Tello, Neiva, Rivera y Algeciras ( Huila) | Norte: Uribe y La Macarena ( Meta) | Nordeste: Calamar ( Guaviare) (Río Ajajú) |
| Oeste: Puerto Rico                                          |                                    | Este: Solano (Río Ventura)                |
| Suroeste: Puerto Rico                                       | Sur: Cartagena del Chairá          | Sureste: Solano                           |

### Clima
De acuerdo con la clasificación propuesta por Holdrige, San Vicente del Caguán se ubica en su mayor parte en la zona bh-T (bosque tropical húmedo), encontrándose también parcialmente en zonas bmh-T (bosque tropical muy húmedo). La humedad relativa es del 98% al 100% y su precipitación pluviométrica varía entre 2000 y 3500 mm al año, distribuidos en 10 meses con una época seca entre enero y febrero, con pequeños periodos de verano ecológico entre marzo y agosto. Los meses más calurosos son diciembre, enero y febrero.
| Parámetros climáticos promedio de San Vicente del Caguán        | Parámetros climáticos promedio de San Vicente del Caguán | Parámetros climáticos promedio de San Vicente del Caguán | Parámetros climáticos promedio de San Vicente del Caguán | Parámetros climáticos promedio de San Vicente del Caguán | Parámetros climáticos promedio de San Vicente del Caguán | Parámetros climáticos promedio de San Vicente del Caguán | Parámetros climáticos promedio de San Vicente del Caguán | Parámetros climáticos promedio de San Vicente del Caguán | Parámetros climáticos promedio de San Vicente del Caguán | Parámetros climáticos promedio de San Vicente del Caguán | Parámetros climáticos promedio de San Vicente del Caguán | Parámetros climáticos promedio de San Vicente del Caguán | Parámetros climáticos promedio de San Vicente del Caguán |
| Mes                                                             | Ene.                                                     | Feb.                                                     | Mar.                                                     | Abr.                                                     | May.                                                     | Jun.                                                     | Jul.                                                     | Ago.                                                     | Sep.                                                     | Oct.                                                     | Nov.                                                     | Dic.                                                     | Anual                                                    |
| --------------------------------------------------------------- | -------------------------------------------------------- | -------------------------------------------------------- | -------------------------------------------------------- | -------------------------------------------------------- | -------------------------------------------------------- | -------------------------------------------------------- | -------------------------------------------------------- | -------------------------------------------------------- | -------------------------------------------------------- | -------------------------------------------------------- | -------------------------------------------------------- | -------------------------------------------------------- | -------------------------------------------------------- |
| Temp. media (°C)                                                | 25.5                                                     | 25.8                                                     | 25.5                                                     | 25.3                                                     | 25.2                                                     | 24.0                                                     | 24.0                                                     | 24.3                                                     | 24.5                                                     | 25.2                                                     | 25.3                                                     | 25.0                                                     | 25                                                       |
| Precipitación total (mm)                                        | 47.8                                                     | 133                                                      | 216                                                      | 315                                                      | 291                                                      | 351                                                      | 273                                                      | 210                                                      | 194                                                      | 239                                                      | 142                                                      | 76                                                       | 2486.1                                                   |
| Horas de sol                                                    | 178                                                      | 133                                                      | 137                                                      | 97.8                                                     | 161                                                      | 106                                                      | 131                                                      | 135                                                      | 144                                                      | 156                                                      | 158                                                      | 158                                                      | 1694.8                                                   |
| Humedad relativa (%)                                            | 79                                                       | 72                                                       | 78                                                       | 85                                                       | 87                                                       | 88                                                       | 82                                                       | 87                                                       | 89                                                       | 82                                                       | 80                                                       | 79                                                       | 82.3                                                     |
| Fuente: Estación Meteorológica de San Vicente del Caguán (1997) |                                                          |                                                          |                                                          |                                                          |                                                          |                                                          |                                                          |                                                          |                                                          |                                                          |                                                          |                                                          |                                                          |

Según datos reportados por la estación pluviométrica localizada en el aeropuerto Eduardo Falla Solano, el comportamiento de la precipitación está caracterizado por una tendencia monomodal, adquiriendo sus máximos valores entre los meses de abril y junio, descendiendo notoriamente entre agosto y septiembre, repuntando ligeramente en los meses de octubre y noviembre, para finalmente llegar a los valores más bajos entre los meses de diciembre y marzo, siendo el de menor valor el que se registra en el mes de enero, con una media de 47.8 mm. La precipitación anual en el área es de 2.486,1 mm, repartidos en 203 días al año, correspondiendo a una media mensual interanual de 207.18 mm.

## Geología

### Orografía
Dentro de los límites municipales se encuentran importantes alturas como el cerro de los Calderos, cerro Plumero, La Cocorra, Guacamayas, cerro Neiva (2950 m s. n. m.), cerro del Diablo (2800 m s. n. m.), cerro de Paramillo (2980 m s. n. m.), la Serranía de la Peña (2950 m s. n. m.) y la Cordillera de Los Picachos.

### Suelos
En general los suelos de San Vicente del Caguán pertenecen al terciario inferior y algunos al cuaternario. Son de origen marino en los que predominan arcillas, areniscas y conglomerados.
Fisiográficamente, los suelos presentan dos clases de terrazas: bajas o vegas y altas o mesones. Las primeras son de origen aluvial y la segundas de origen coluvial. Los coluviones provienen de la cordillera oriental y dan como resultado suelos de baja fertilidad con pH bajo y con aluminio de cambio. Las vegas, aunque más fértiles, presentan problemas de drenaje. Los mesones presentan en general buen drenaje pero forman en algunas partes acumulaciones de agua de difícil drenado.

### Hidrografía
El principal curso de agua del municipio es el río Caguán, el cual dentro del término municipal recibe las aguas de afluentes como La Granada, Las Lajas, El Plumero, La Esmeralda, El Temblón, la Argentina, Agua Azul, Aguas Claras, El Carbonal, El Tigre, Santo Domingo, Argelia, Yarumal, La Luz, Los Caños Palermos y San Lorenzo, así como el río Pato, que a su vez recibe tributo del río Balsillas y la quebrada Malabrigo. 
El río Yarí también transcurre parcialmente por la jurisdicción de San Vicente del Caguán, al que le fluyen los ríos Cuemaní II, Camuya y Ventura, así como las quebradas El Tuerto, La Gitana y El Silencio, y los caños Los Lobos y El Guayabo. Otro de los más importantes cursos de agua es el río Tunia, que recibe las aguas de los ríos Teleya, Macujé y una gran variedad de quebradas y caños.

## Demografía

### Caracterización
Según los datos conciliados del censo de población realizado por el DANE en el año 2005, la población del municipio de San Vicente del Caguán ascendió a 56 674 personas, de las cuales 50,6 % son hombres y el 49,4 % mujeres. De este total, 31 011 personas viven en el área urbana y 25 663 en el área rural. De acuerdo con lo anterior, en San Vicente del Caguán se concentra el 13,5% de la población del departamento, con una densidad poblacional de 3 hab/km². El 62,8% de la población censada dice haber nacido en el mismo municipio. Según datos del mismo censo, San Vicente del Caguán posee una tasa de alfabetismo del 78,1%; el 47,6% de la población cuenta con educación básica primaria, el 16,4% con básica secundaria y el 3,1% cuenta con educación superior.

### Etnografía
La composición etnográfica del municipio es:
- Mestizos y blancos: 99,2%
- Afrocolombianos: 0,3%
- Indígenas: 0,5%

### Vivienda
Según datos compensados del censo de 2005, el equipamiento residencial está compuesto por 13.343 viviendas de las cuales el 92,9% son tipo casa, y el 3,3% son de tipo apartamento, construidas en material de concreto; según la misma fuente, estas viviendas están ocupadas por 11.490 hogares.

## Actividad económica
En el censo de 2005 el DANE reportó que la totalidad de las unidades censales del municipio de San Vicente del Caguán desarrollaban actividades agrícolas y pecuarias.

### Sector primario

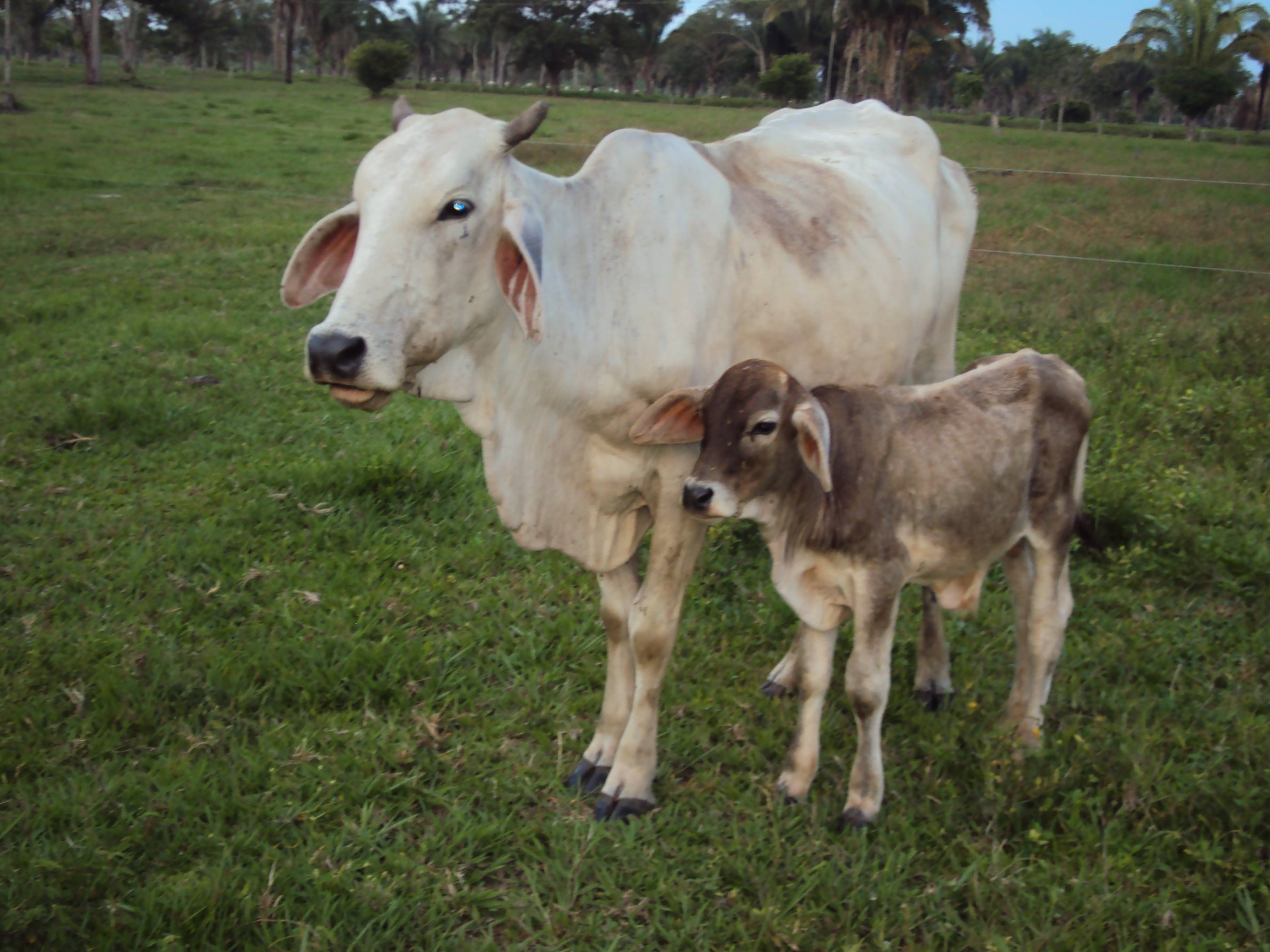
La ganadería bovina es la principal actividad económica de San Vicente del Caguán.

El sector primario está representado por actividades agrícolas entre las que sobresalen los cultivos de productos tradicionales como plátano, yuca, maíz, fríjol y caña panelera y frutales como arazá, piña, café y chontaduro principalmente; igualmente se reportan algunas hectáreas establecidas en caucho. Las actividades pecuarias se relacionan básicamente con la cría de ganado vacuno de ceba y doble propósito, para los cuales se cuenta con cerca de 1 200 000 hectáreas y 513 990 cabezas de ganado destinadas a esta actividad, y en menor proporción con porcicultura y avicultura. La actividad minera se reduce al aprovechamiento de material de arrastre y a la minería de aluvión, y actualmente se realiza exploración de hidrocarburos.

### Sector secundario
En cuanto a las actividades productivas del sector secundario, el DANE reportó un 11,0% de unidades económicas censales que desarrollan procesos de transformación de materias primas en diferentes aspectos de este sector de la economía, destacándose las microempresas donde se elaboran y comercializan productos en el ámbito local como lácteos y cárnicos.

### Sector terciario
El sector terciario comprende un 53,1% de unidades económicas censales dedicadas al comercio, el 26,5% se dedican a la prestación de servicios relacionados con salud, saneamiento básico, notariado y registro, educación, transporte de carga y pasajeros, etc.

## Bienestar social

### instituciones
La infraestructura educativa está agrupado en las Instituciones Educativas Domingo Savio, Promoción Social, Dante Alighieri, Verde Amazónico, Liceo Moderno Nelly Perdomo de Falla, San Francisco de Asís, La Inmaculada, Cristalina del Losada, San Juan del Losada, Santo Domingo Savio, Guillermo Ríos Mejía y Guayabal y los Centros Educativos Alto Quebradón, Arenoso, Bocana Posetas, Brisas del Losada, Campo Hermoso, Cristalina de Troncales, Cristo Rey, El Rubí, Gibraltar, La Samaria, La Sombra, La Unión, Los Andes, Los Fundadores, Los Pozos, Nuevo Horizonte, Playa Rica, Puerto Amor, San José de Caquetania, Santa Rosa y Villa Carmona, las cuales atienden una población aproximada de 987 alumnos de preescolar, 10 408 de básica primaria y 3457 de secundaria. En San Vicente del Caguán existe una moderna biblioteca pública municipal que presta sus servicios a los estudiantes de los diferentes centros educativos de la localidad.
Salud
La infraestructura de sanidad está representado por el Hospital Local San Rafael, dos Centros de Salud, doce Puestos de Salud en el área rural y dos clínicas particulares en el área urbana. Los servicios hospitalarios de Segundo Nivel son atendidos en Florencia o en Neiva.

## Turismo

### Sitios urbanos
- Catedral Nuestra Señora de las Mercedes: Fue construida por los misioneros de la Consolata a mediados del siglo XX, por orden del padre Juan de Michelis y el padre Mateo Gritti. En su interior se encuentran tres esculturas talladas en ciprés y traídas desde Italia, que corresponden a la Virgen de las Mercedes que es la patrona de San Vicente del Caguán, al Sagrado Corazón y a la Virgen del Carmen. Esta iglesia presenta 8 vitrales en ambos costados y un vitral principal en el frente. La torre de su campanario se encuentra ubicada fuera del templo, en el costado izquierdo de la edificación.[11]
- Curia episcopal: Corresponde a la sede del Vicariato apostólico de San Vicente del Caguán. La edificación se localiza sobre un pequeño cerro dentro del casco urbano de San Vicente del Caguán. A ella se accede por la parte posterior de la parroquia Nuestra Señora de las Mercedes. Allí también se ubica la emisora Ecos del Caguán.
- Camino real San Vicente - Algeciras: Se trata de un camino real con más de 200 km de longitud a través del cual llegaron a San Vicente del Caguán los primeros Colonos provenientes desde la población de Algeciras (Huila). También fue utilizado para transportar la quina y el caucho que se explotaron en el Caquetá a finales del siglo XIX. Por este camino entraron a San Vicente del Caguán cientos de bovinos procedentes de los llanos del Yarí o del departamento del Huila.[11]
- Puente colgante sobre el río Caguán: Puente colgante de 120 m de luz, 3 m de ancho y torres de 8 m de alto construido en 1973 sobre el río Caguán. Anteriormente era usado para el paso de ganado y desde la construcción de un puente en ferro concreto para el tránsito pesado, es utilizado como puente peatonal para comunicar los barrios de El Jardín y Puerto Redondo.

### Sitios naturales
En zona rural del municipio de San Vicente del Caguán se encuentran numerosos sitios naturales de interés turístico, entre los que se encuentran múltiples caídas de agua, ríos, quebradas y arroyos ricos en vida silvestre.
- Salto de la Arenoso: Es una cascada que se forma cuando la quebrada Arenoso se precipita sobre una roca formando una caída vertical de 35 m por un ancho de 20 metros. En sus alrededores es posible identificar gran cantidad de flora silvestre. Por tener acceso a la parte alta, es posible realizar actividades de torrentismo.
- Salto de San Venancio: Cascada de 40 m de altura en el curso de la quebrada San Venancio. Forma una piscina natural y en sus alrededores se encuentra gran variedad de heliconias, bromelias, cientos de aves y algunas especies de primates.
- Salto de la Danta: Sistema de cascadas formadas por la quebrada La Danta, con una altura máxima de 80 m, formando una gran piscina natural en su parte baja. El acceso se realiza a través de un sendero en cuyo recorrido se pueden observar mamíferos silvestres y varias especies de aves y mariposas.
- Cañón del río Pato: La fuerza de las aguas del río Pato forman un cañón de más de 3 km de longitud, encajonado en una formación rocosa con una amplitud de apenas 40 m aproximadamente. En este lugar es común encontrar peces de gran tamaño del orden de los siluros. En las pequeñas cuevas que se forman en lo alto del cajón habitan guácharos y otras especies de la fauna silvestre de la zona.
- Cañón de La Azufrada: Cañón de alrededor de 100 m de longitud formado por la quebrada La Azufrada, configurando al final una piscina natural. Presenta gran diversidad de insectos y a sus aguas se les atribuyen propiedades medicinales.
- Quebrada El Pescador: Balneario natural ubicado a 47 km del casco urbano de San Vicente del Caguán. Antes de desembocar en el río Pato forma una cueva de gran altura en la que se encuentran guácharos, siluros, y gran variedad de quirópteros e insectos.
- Rápidos del río Caguán: Rápidos de tipo III y IV formados en la parte alta del río Caguán, el más importante de la zona. Allí se practican deportes extremos como el balsismo y kayakismo.

### Parques Nacionales Naturales
- 'Cordillera de los Picachos': se ubica parcialmente en jurisdicción del municipio de San Vicente del Caguán. Está formado por grandes picos en la Cordillera Oriental y en él se encuentra la cuenca del río Pato en donde se hallan ecosistemas tropicales de montaña. Su diversidad biológica se manifiesta a través de especies de fauna como la danta de páramo, el mono choyo, el pato de torrentes y varios tipos de ranas y serpientes.[13]
- Sierra de la Macarena: ubicado parcialmente en la zona de litigio entre La Macarena y San Vicente del Caguán, es considerada como una de las reservas naturales más importantes del planeta. Es única por su formación geológica en los yacimientos arqueológicos sobre los ríos Duda y Guayabero, donde se encuentran petroglifos y pictogramas de los pueblos indígenas que habitaron la zona.[6]
- 'Sierra de Chiribiquete': está ubicado entre los departamentos de Caquetá y Guaviare, en la jurisdicción de los municipios de San Vicente del Caguán, Solano (Caquetá) y San José del Guaviare. La sierra de Chiribiquete fue el territorio tradicional del pueblo Carijona, cuyas pinturas se encuentran todavía en sus paredes de roca.[6]

## Urbanismo
El desarrollo del casco urbano sobre la altiplanicie conformada por las estribaciones de la cordillera oriental y la margen del río Caguán aguas abajo, ha presentado un crecimiento urbano consolidado que ha agotado el terreno plano, proyectándose con nuevas viviendas de desarrollo progresivo localizadas sobre la parte más alta de la zona. Estos sitios corresponden a inmediaciones de los terrenos del cementerio y la vía que conduce al aeropuerto Eduardo Falla Solano, lugar denominado Villa Falla; al igual que la parte alta del barrio el Coliseo denominado barrio Bella Vista, producto de invasiones de gran envergadura.
El desarrollo urbano está fuertemente consolidado en su zona central, enmarcado por su comercio y zona residencial, caracterizándose por el trazado reticular continuo que ha saturado sus tendencias de crecimiento; pero que ha proyectado en su desarrollo en nuevo tipo de implantación, producto de su expansión sobre terrenos inclinados, desarrollándose hacia un trazado orgánico. El eje que conduce al aeropuerto ha marcado una tendencia en vivienda progresiva que presenta desarrollos completos organizados a través de programas de vivienda de gran tamaño.

### Plazas y parques urbanos
- Parque de Los Fundadores: Es el principal espacio público de San Vicente del Caguán. Se localiza en el centro del casco urbano y cuenta con amplias zonas verdes, así como con un polideportivo y un parque infantil para la recreación de los habitantes del municipio. En uno de sus costados se erige la parroquia Nuestra Señora de las Mercedes.
- Parque de Los Transportadores: Es un parque conformado por cuatro triángulos que se unen para formar un cuadrado, adornado por árboles de mediano tamaño. Es frecuentado por vendedores informales y en su perímetro se encuentran instaladas varias empresas que prestan el servicio de transporte público intermunicipal.

### Monumentos públicos
- Monumento a Los Fundadores: Se localiza en la entrada principal al casco urbano. Este monumento fue construido por el pintor y escultor Ramiro Murillo por encargo del alcalde Eduardo Castillo. Fue elaborada en ferro concreto fundido y tiene una altura de 3 m sobre una base de 3 m por 80 cm. Lo componen tres figuras humanas que representan a los primeros colonos de San Vicente del Caguán.[11]
- Monumento a los Colonizadores: Escultura con forma de hacha elaborada en ferro concreto fundido con aleación de carburo, ubicada en el parque de Los Fundadores. Fue creada por Fabio Sepúlveda en 1977 en homenaje a los primeros colonos que con hachas se abrieron espacio entre los árboles de la Cordillera Oriental y crearon grandes zonas de pastizales para la crianza de ganado.

En el centro poblado Guacamayas, se encuentra el primer y único obelisco a la paz, como símbolo a la desmovilización y proceso de paz entre las guerrillas en 1959.

## Cultura

### Festivales y fiestas
Festival del Yariseño
La principal festividad que se celebra en San Vicente del Caguán es el Festival Folclórico y Baile del Yariseño,  y con él, las fiestas de San Juan y de San Pedro entre los meses de junio y julio. Durante el festival, se realizan cabalgatas, desfile de carrozas, comparsas, carnaval de maicena, reinado, conciertos y un sinnúmero de actividades en torno al baile del Yariseño, convocando a personas de todo el municipio y de municipios vecinos.
Festival del verano
Se realiza entre los meses de enero y febrero en la temporada de pocas lluvias, cuando el río Caguán reduce su caudal y deja al descubierto grandes bancos de arena con forma de playas que en ocasiones alcanzan hasta 5 km de longitud. Es una actividad que convoca alrededor de 5000 personas que se reúnen para practicar deportes tradicionales, desarrollar actividades lúdicas, conciertos, acampada, recreación dirigida, entre otras.

### Baile típico
El baile típico de San Vicente del Caguán es conocido como El Yariseño (o el Yariceño, según la fuente). Este baile surgió hacia 1970 como definición de los valores culturales de la región, el cual es autóctono del municipio, fundado por la señora Nelly Perdomo de Falla (quien es también la Fundadora y dueña del colegio Liceo Moderno Nelly de Falla) y la Señora Miriam de Campos. resultado de la influencia de los colonizadores de la región del Caquetá, fusionando ritmos como el joropo, el bambuco y el pasillo. La letra y música es autoría del compositor Jorge Villamil. Sus movimientos son cadenciosos, rítmicos y asimétricos, como expresión del equilibrio entre el universo y la naturaleza.

## Movilidad
A San Vicente del Caguán se puede llegar por la Carretera Marginal de la Selva correspondiente a la Ruta Nacional 65 desde la capital departamental, Florencia, en un viaje que puede tomar alrededor de tres horas de duración; también que se puede acceder por la carretera desde Neiva, pasando por el corregimiento de Guayabal en un recorrido que puede durar 6 horas de viaje. De igual manera, se puede llegar por avión al aeropuerto Eduardo Falla Solano, al cual arriban vuelos directos desde Bogotá D.C a través de la aerolínea estatal SATENA, los días martes y sábados. De igual manera existen empresas privadas de avionetas que operan vuelos privados  Por la parte fluvial, se comunica con su vecina Cartagena del Chairá.